# 天平軍節度使
天平軍節度使，簡稱天平節度使，為唐朝、五代、北宋今山东省西部地方的藩鎮節度使之一。

## 沿革

### 唐
唐憲宗元和十四年（819年）二月，唐軍平定淄青節度使李師道；三月，從淄青節度所領分出曹州、鄆州、濮州，置鄆曹濮節度使，治鄆州（今山東東平縣西北）。十五年（820年）賜號天平軍。
唐懿宗咸通五年（864年）天平軍增領齊州、棣州二州。
咸通十三年（872年）齊州、棣州劃歸淄青平盧節度使。
唐僖宗中和初年，朱瑄據有天平軍轄地。
唐昭宗乾寧四年（897年），龐師古攻克鄆州，朱全忠以朱友裕為天平軍節度留後，併入朱全忠勢力。
- 田弘正（819年）
- 马总（819年—821年）
- 刘总（821年，未任）
- 马总（821年—822年）
- 乌重胤（822年—827年）
- 崔弘礼（827年—829年）
- 令狐楚（829年—832年）
- 殷侑（832年—835年）
- 庾承宣（835年）
- 殷侑（835年）
- 王源中（835年—838年）
- 李彦佐（838年—841年）
- 薛元赏（841年—843年）
- 狄兼谟（843年—844年）
- 刘约（844年—846年）
- 崔蠡（846年—847年）
- 田牟（847年—850年）
- 马植（850年，未任）
- 李景让（851年—852年）
- 韦损（852年—854年）
- 田牟（854年）
- 孙景商（854年—856年）
- 李业（856年—858年）
- 杜胜（859年）
- 裴识（860年）
- 杨汉公（861年—862年）
- 李穜（862年—863年）
- 柳仲郢（864年—865年）
- 田鐬（865年—866年）
- 孔温裕（867年—869年）
- 高骈（869年—874年）
- 薛崇（875年—877年）
- 张裼（877年—879年）
- 杨损（879年，未任）
- 崔君裕（879年）
- 曹全晸（880年—881年）
- 崔用（881年—882年）
- 曹存实（882年）
- 朱瑄（882年—897年）
- 庞师古（897年）
- 朱友裕（897年）
- 朱全忠（899年—904年），遥领
- 韦震（899年—904年）
- 张全义（904年）
- 韦震（904年）
- 朱全忠（904年—907年），遥领

### 五代
後梁末帝龍德三年（後唐莊宗同光元年，923年）閏四月，後唐李嗣源攻取鄆州。
後晉高祖天福元年（936年）後唐滅；十二月，天平軍節度使王建立歸附後晉。其後再隨政權改易入於後漢、後周。
- 袁象先（910年—913年）
- 牛存节（913年—915年）
- 王檀（916年）
- 霍彥威（917年—921年）
- 戴思远（921年—923年）
- 崔簹（923年）
- 李嗣源（923年—924年）
- 李存霸（924年—926年）
- 李存渥（926年）
- 霍彥威（926年）
- 符习（926年—929年）
- 王晏球（929年—930年）
- 房知温（930年—932年）
- 李从温（933年）
- 李从曮（933年—934年）
- 王建立（934年—936年）
- 石敬瑭（936年）
- 王建立（936年—937年）
- 安审琦（937年—938年）
- 范延光（938年）
- 赵在礼（938年—940年）
- 杜重威（940年—942年）
- 景延广（942年—942年）
- 张从恩（944年—945年）
- 高行周（945年—946年）
- 李守贞（946年—947年）
- 白文珂（947年）
- 慕容彦超（947年—950年）
- 高行周（950年—952年）
- 符彦卿（952年—954年）
- 何福进（954年）
- 郭从义（954年—957年）
- 刘仁贍（957年）
- 李重进（957年—959年）
- 韩通（959年）
- 韩令坤（960年—961年）
- 石守信（961年—977年）

### 北宋
北宋沿襲設置天平軍節度使，駐鄆州，郡名東平郡。但宋制以文官任知州軍事，又於各路設置安撫使、轉運使、提刑使、提舉使，剝奪節度使對屬州的權力。
宋太宗太平興國二年（977年），罷廢節度使統轄支郡，天平軍節度僅為鄆州之「州格」，天平軍節度使成為或武職、宗室之官階，繫鄆州州名也僅為遙領之虛銜。
至道三年（997年），以鄆州屬京東路。
宋仁宗慶曆二年（1042年），分京東路為東、西兩路，鄆州改隸京東西路。
宋徽宗宣和元年（1119年），升鄆州為東平府。
金朝廢除。